# 布留什基夫
51°2′29″N 26°25′30″E / 51.04139°N 26.42500°E
布留什基夫（烏克蘭語：Брюшків），是烏克蘭西北部的村莊，隸屬里夫內州的里夫內區。該村始建於1929年，面積0.25平方公里，海拔高度170米，2001年人口22，人口密度每平方公里88人。